# 契马布埃的圣母像巡游佛罗伦萨街头
《契马布埃的圣母像巡游佛罗伦萨街头》（Cimabue's Celebrated Madonna is Carried in Procession through the Streets of Florence，或Cimabue's Celebrated Madonna）,是英国艺术家弗雷德里克·雷頓的一幅油画，高度超过2米，宽超过5米。1853年至1855年，在罗马创作，这是他的第一部主要作品。
1988年，画作藏于伦敦国家美术馆。伦敦国家美术馆从皇家收藏馆（Royal Collection）长期租借这幅画，悬挂在大门上方的显眼位置， 不过最近放置到45号房间。2018年，它陈列在塞恩斯伯里翼楼梯的顶部。
雷顿故居博物馆藏有这幅画的油画草图，和几幅预备图。

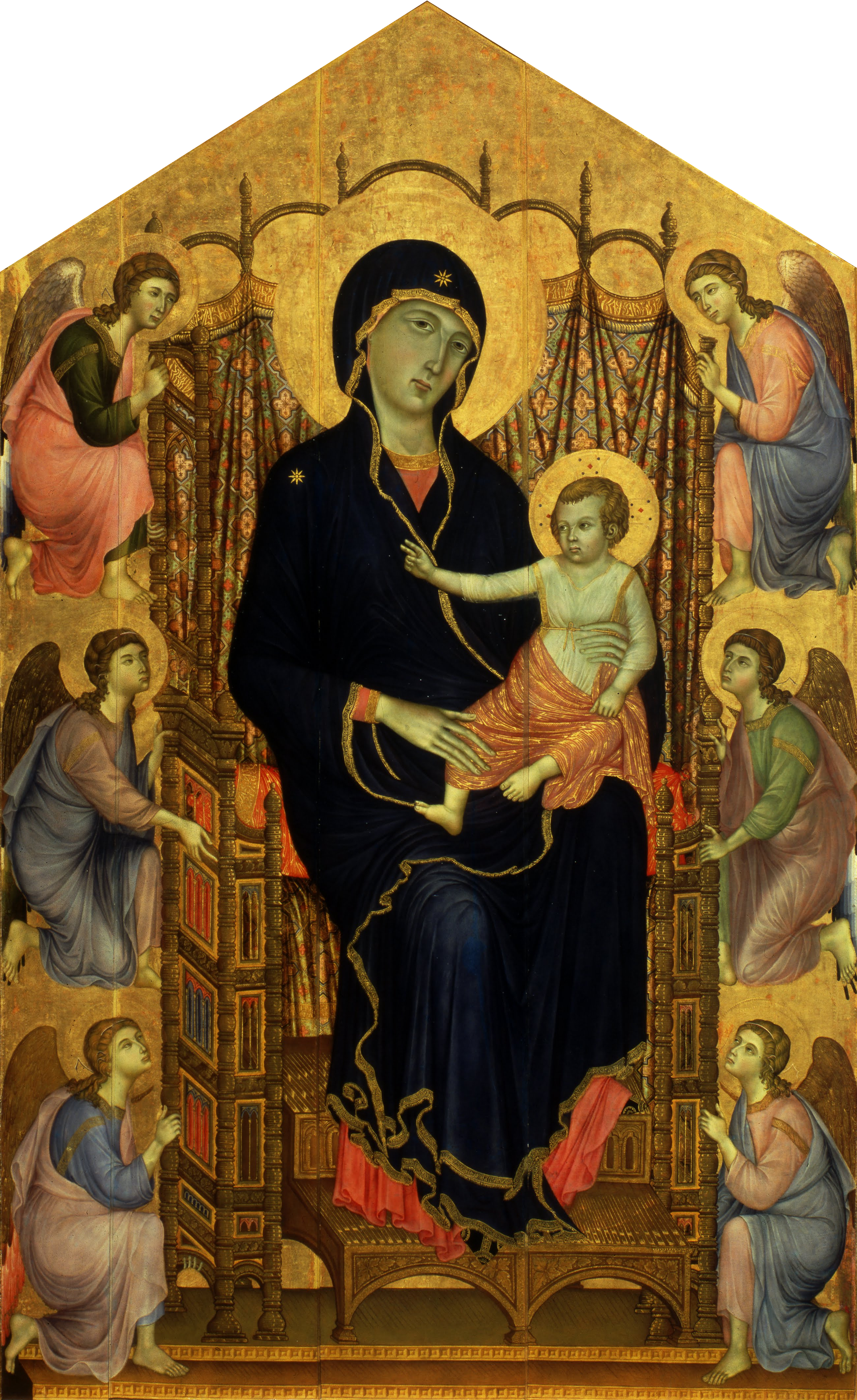
The Rucellai Madonna by Duccio di Buoninsegna
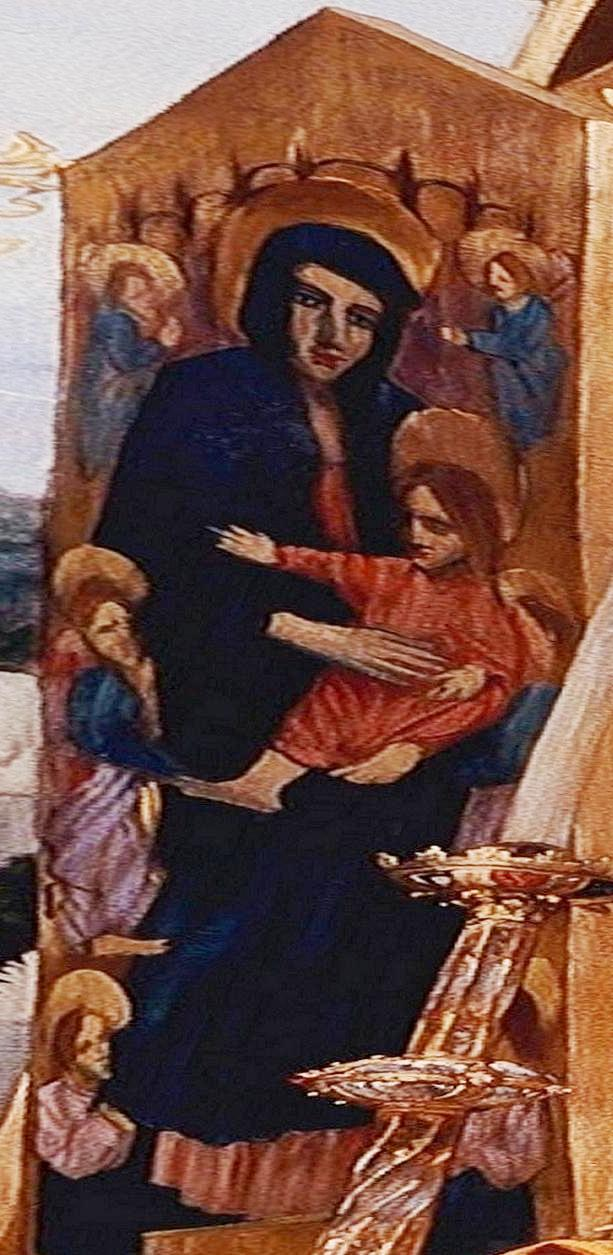
Detail from Leighton's painting, rectified projection of the Madonna
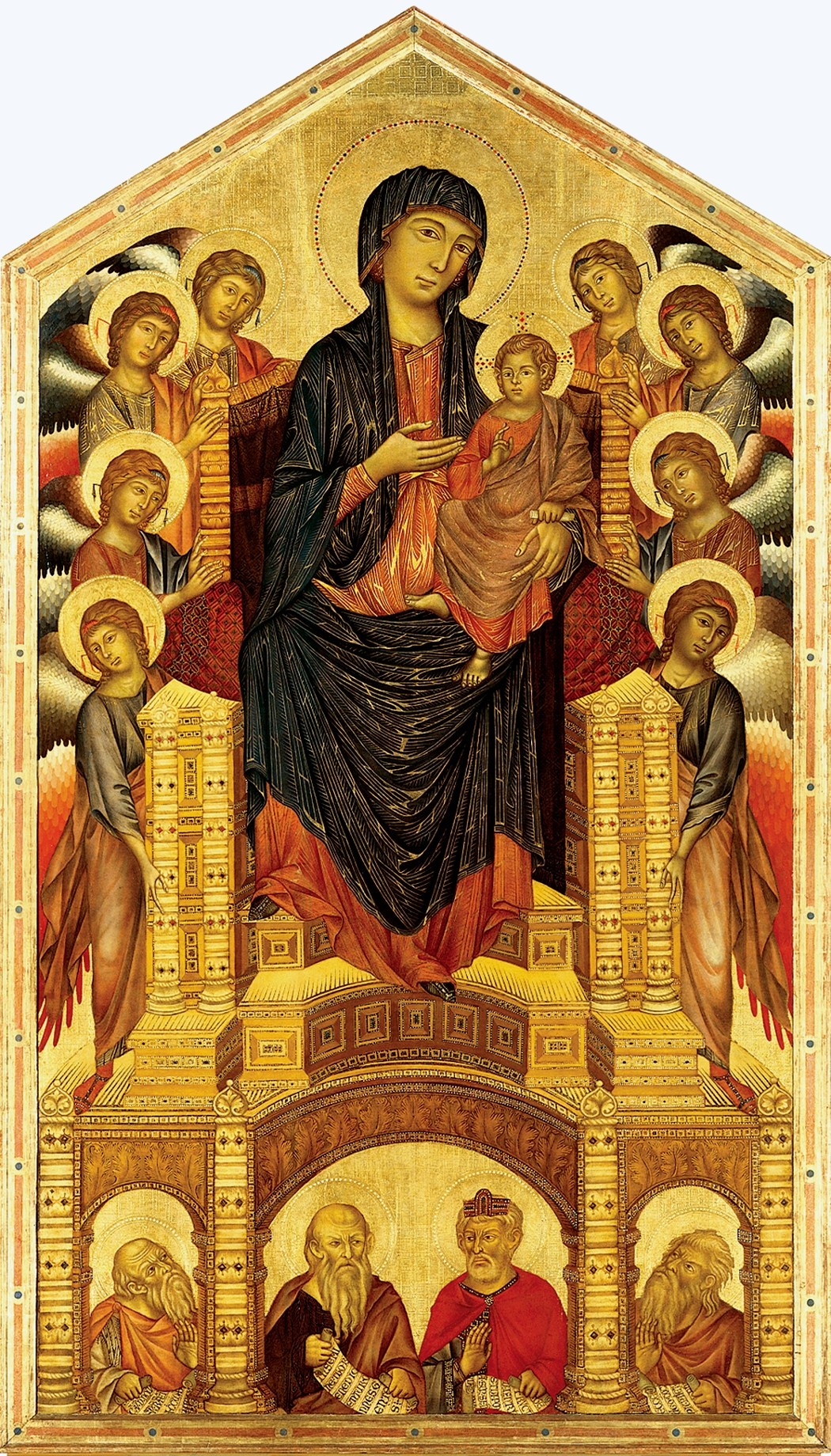
The Santa Trinita Maestà by Cimabue